# Weiert
Weiert ist ein Ortsteil der Gemeinde Neunkirchen-Seelscheid im Rhein-Sieg-Kreis.

## Lage
Weiert liegt auf einem Bergrücken im Bergischen Land westlich von Nackhausen, ein weiterer Nachbarort ist Oberdorst im Südosten.

## Geschichte
1830 wurde Weygerth mit 33 Einwohnern erwähnt. 1845 hatte der Weiler 34 katholische Einwohner und 7 evangelische Einwohner in neun Häusern. 1888 gab 53 Bewohner in zwölf Häusern.
1901 hatte die Ansiedlung 36 Einwohner. Verzeichnet sind die Familie Obsthändler Johann Bergfelder, Handelsmann August Müller, Ackerer Josef Odenthal, Ackerer Heinrich Pütz, die Maurer Gerhard und Wilhelm Söntgerath sowie Ackerer Peter Josef Stommel.
Die Ortschaft gehörte bis 1969 zur Gemeinde Seelscheid.